# Zadar Open 2025
Lo Zadar Open 2025 è stato un torneo maschile di tennis professionistico. È stata la 5ª edizione del torneo, facente parte della categoria Challenger 75 nell'ambito dell'ATP Challenger Tour 2025, con un montepremi di 91000 €. Si è giocato dal 17 al 23 marzo 2025 sui campi in terra rossa del Falkensteiner Resort Punta Skala di Zara, in Croazia.

## Partecipanti

### Teste di serie
| Nazionalità          | Giocatore       | Ranking* | Testa di serie |
| -------------------- | --------------- | -------- | -------------- |
| Bosnia ed Erzegovina | Damir Džumhur   | 84       | 1              |
| Rep. Ceca            | Vít Kopřiva     | 119      | 2              |
| Croazia              | Borna Ćorić     | 120      | 3              |
| Slovacchia           | Jozef Kovalík   | 125      | 4              |
| Francia              | Valentin Royer  | 151      | 5              |
| Rep. Ceca            | Dalibor Svrčina | 164      | 6              |
| Croazia              | Duje Ajduković  | 167      | 7              |
| Germania             | Henri Squire    | 173      | 8              |

* Ranking al 3 marzo 2025.

### Altri partecipanti
I seguenti giocatori hanno ricevuto una wild card per il tabellone principale:
- Nerman Fatić
- Mili Poljičak
- Dino Prižmić

Il seguente giocatore è entrato in tabellone come special exempt:
- Dimitar Kuzmanov

Il seguente giocatore è entrato in tabellone come alternate:
- Enrico Dalla Valle

I seguenti giocatori sono passati dalle qualificazioni:
- Mirza Bašić
- Luka Mikrut
- Marko Topo
- Andrej Martin
- Zdeněk Kolář
- Luka Pavlovic

## Punti e montepremi
| Torneo    | Torneo              | V     | F     | SF    | QF    | 2T    | 1T  | Q | Q2  | Q1  |
| Singolare | Punti               | 75    | 44    | 22    | 12    | 6     | 0   | 4 | 2   | 0   |
| Singolare | Premi in denaro (€) | 9 880 | 5 820 | 3 450 | 2 000 | 1 165 | 720 | – | 360 | 185 |
| Doppio    | Punti               | 75    | 44    | 22    | 12    | –     | 0   | – | –   | –   |
| Doppio    | Premi in denaro (€) | 4 250 | 2 450 | 1 480 | 880   | –     | 500 | – | –   | –   |

## Campioni

### Singolare
Borna Ćorić ha sconfitto in finale  Valentin Royer con il punteggio di 3–6, 6–2, 6–3.

### Doppio
Zdeněk Kolář /  Neil Oberleitner hanno sconfitto in finale  Denys Molčanov /  Mick Veldheer con il punteggio di 6–3, 6–4.